# Powiat Wschowski
Der Powiat Wschowski ist ein Powiat (Kreis) in der Woiwodschaft Lebus in Polen. Er hat eine Fläche von 625 km², auf der etwa 39.000 Einwohner leben. Der Powiat entstand im Jahr 2002 bei einer Verkleinerung des Powiats Nowosolski.

## Gemeinden
Der Powiat umfasst drei Stadt-und-Land-Gemeinden;
- Szlichtyngowa (Schlichtingsheim)
- Sława (Schlawa)
- Wschowa (Fraustadt)